# Let's Dance: Revolution
Let's Dance: Revolution (v anglickém originále Step Up Revolution, také známý pod názvem Step Up 4: Miami Heat) je americký taneční film z roku 2012. Režie se ujal Scott Speer a scénáře Amanda Brody. Ve snímku hrají hlavní role Ryan Guzman a Kathryn McCormick. Choreografy ve snímku jsou Jamal Sims, Christopher Scott, Chuck Maldonado a Travis Wall. Na rozdíl od předchozích filmů snímek produkovaly společnosti Summit Entertainment a Offspring Entertainment, distribucí se zabývala společnost Lions Gate Entertainment. Premiéru měl snímek ve Spojených státech amerických 27. července 2012, v Čechách 30. srpna 2012. 

## Obsazení
| Ryan Guzman               | Sean Asa                     |
| Kathryn McCormick         | Emily Anderson               |
| Misha Gabriel             | Eddy                         |
| Peter Gallagher           | William Anderson             |
| Stephen „tWitch“ Boss     | Jason Hardlerson             |
| Tommy Dewey               | Trip                         |
| Cleopatra Coleman         | DJ Penelope                  |
| Megan Boone               | Claire                       |
| Adam Sevani               | Robert „Moose“ Alexander III |
| Chadd Smith               | Vladd                        |
| Seyfo a Franklin Bass     | členové MOB                  |
| Sean Rahill               | Iris                         |
| Mari Koda                 | Jenny Kido                   |
| Brendan Morris            | člen MOB                     |
| Phillip Chbeeb            | člen MOB                     |
| Justin "Jet Li" Valles    | člen MOB                     |
| Glenn Mataro              | člen MOB                     |
| Celestina Aladekoba       | členka MOB                   |
| Angeline Fioridella Appel | členka MOB                   |
| Natali Reznick            | členka MOB                   |
| Mia Michaels              | Olivia                       |
| Bebo                      | člen MOB                     |
| Tony Bellissmo            | člen MOB                     |

## Soundtrack
- „Let's Go“ (Ricky Luna Remix) – Travis Barker feat. Yelawolf, Twista, Busta Rhymes a Lil Jon
- „Live My Life“ (Party Rock Remix) – Far East Movement feat. Justin Bieber a Redfoo
- „Hand in the Air“ – Timberland feat. Ne-Yo
- „Bad Girls“ (Nick Thayer Remix) – M.I.A. feat. Missy Elliott a Rye Rye
- „Get Loose“ – Sohanny a Vein
- „Feel Alive“ (Revolution Remix) – Fergie feat. Pitbull a DJ Poet
- „U Don't Like Me“ (Datsik Remix) – Diplo feat. Lil Jon
- „This Is the Life“ – My Name Is Kay
- „Bring It Back“ – Travis Porter
- „Goin' In“ – Jennifer Lopez feat. Flo Rida
- „Dance Without You“ (Ricky Luna Remix) – Skylar Greyová
- „I Don't Like You“ (Nick Thayer Remix) – Eva Simons
- „To Build a Home“ – The Cinematic Orchestra

## Přijetí

### Tržby
Za první víkend získal 11,7 milionů dolarů. K 28. srpnu 2017 snímek vydělal 35 milionů dolarů ve Spojených státech amerických a 105,4 milionů dolarů v ostatních zemí. Jeho rozpočet činil 33 milionů dolarů.

### Recenze
Na recenzní stránce Rotten Tomatoes získal z 90 započtených recenzí 42 procent. Na Česko-Slovenské filmové databázi snímek získal 65 procent.